# نات هيكس
نات هيكس (بالإنجليزية: Nat Hicks)‏ هو لاعب كرة قاعدة أمريكي، ولد في 19 أبريل 1845 في قرية همبستيد في الولايات المتحدة، وتوفي في 21 أبريل 1907 في هوبوكين في الولايات المتحدة بسبب اختناق.

## وصلات خارجية
- نات هيكس على موقعبيزبول رفرنس.كوم (الدوري الرئيسي) (الإنجليزية)